# Prannoy Haseena Sunil Kumar
Prannoy Haseena Sunil Kumar (17 de julio de 1992) es un deportista indio que compite en bádminton. Ganó una medalla de bronce en el Campeonato Mundial de Bádminton de 2023, en la prueba individual.

## Palmarés internacional
| Campeonato Mundial | Campeonato Mundial     | Campeonato Mundial | Campeonato Mundial |
| Año                | Lugar                  | Medalla            | Prueba             |
| ------------------ | ---------------------- | ------------------ | ------------------ |
| 2023               | Copenhague (Dinamarca) | Medalla de bronce  | Individual         |